# Solanum chilense
Espèce
Classification phylogénétique
Solanum chilense est une espèce de plante de la famille des Solanaceae, originaire du Nord-Ouest de l'Amérique du Sud (Pérou, Nord du Chili). C'est une sorte de tomate sauvage à petits fruits blanc verdâtre rayés de pourpre à maturité.

## Synonymes
- Lycopersicon chilense Dunal